# Замок Нялаб
Ня́лаб, Ньо́лаб (угор. Nyalábvár) — середньовічний замок в селищі Королево Закарпатської області. Збудований у середині XIII століття як мисливський будинок угорського короля Іштвана V. Пізніше перетворений на фортецю та став одним із оборонних постів на соляному шляху з Марамороської долини. Довгий час належав родині Перені. Підірваний за наказом імператора Леопольда I у 1672 році у відповідь на викриття змови дворян. У XV—XVI століттях у замку створили кілька історичних пам'яток, зокрема Королевське Євангеліє та переклад послань святого Павла, що став першою угорськомовною друкованою книжкою. Пам'ятка архітектури національного значення (№ 178).

## Історія
Околиці Королева (середньовічна назва — Фелсас) були улюбленим місцем угорського короля Іштвана V для полювання на зубрів, ведмедів та кабанів. 1262 року він наказав збудувати там мисливський будинок. 1264 року замок згадується в листі Папи Римського Урбана IV до Іштвана V, в якому той закликає короля повернути замок своїй матері, королеві Марії Ласкарині. Пізніше, в 1272—1315 роках, збудовано кам'яні фортифікації. У цей час споруда постає як сторожовий пост на соляному шляху з Марамороської долини. Назва замку, згідно з легендою, походить від імені угорського рицаря-розбійника Нялаба, який наприкінці XIII століття захопив замок і певний час володів ним.
1290 року король Ласло IV призначив дворянина Мігая Убулфі угочанським наджупаном і передав замок Нялаб в управління йому та його двом синам. Надалі, щонайраніше з 1307 року, замок належав королю. 1312 року (за іншими даними, 1314) син угочанського жупана Беке Боршо став на бік Матея Чака, що підняв повстання проти короля Карла Роберта, і захопив замок Нялаб. За наказом монарха березький жупан Томаш Мештер взяв замок в облогу і відвоював його, а з 1315 року став його відбудовувати. Після відбудови король забрав Нялаб у Мештера й поділив його між іншими дворянами. У документі 1357 року кастеляном замку згадується Олівер Мештер. Згодом замок став центром Нялабської домінії.
Після побудови в 1350-х роках Хустського замку Нялаб втратив свою першочергову оборонну роль у регіоні. 1378 року король Людовик Великий подарував Нялаб молдовським воєводам Балку та Драгу. Останній став засновником угорського аристократичного роду Драґфі. Разом із замком воєводи отримали посаду жупанів Угочі. При цьому, на думку історика Тиводара Легоцького, Балк та Драг не володіли замком, натомість управляли ним та іншими королівськими володіннями як угочанські жупани. За правління в замку їхньої родини в 1401 році створили Королевське Євангеліє — визначну пам'ятку історії та культури.
Після смерті Балка та Драга їхні нащадки не змогли поділити між собою спадщину. Через це вони звернулися до короля Сигізмунда Люксембурга, щоб той визначив власника замку. Оскільки нщадки молдавських воєвод на вимогу короля не змогли пред'явити дарчі листи, що засвідчували б їхнє право на володіння замком, 1403 року король забрав у них право володіння Нялабом. 1405 року король задовольнив прохання барона Петера Перені передати Нялаб у його власність. На той момент Перені вже 6 років володів сусіднім Виноградівським замком, а крім того, брав участь у боротьбі проти претендента на угорський трон Ладислава Неаполітанського. Після заволодіння замком Петер Перені зробив його своєю основною резиденцією. Передача замку 1405 року спричинила судову боротьбу між родами Перені та Драгфі, що тривала понад сторіччя. У ході судових процесів нащадки роду Драґфі вдалися до підробки документів, що засвідчували їхнє право на володіння Нялабом. На початку XVI століття угорський король Владислав II остаточно підтвердив це право за родом Перені.
У XV—XVII століттях замком володіла родина Перені. Після смерті Петера Перені його сини віддали замок під заставу. Врешті-решт, 21 липня 1471 року вони виплатили 32 тисячі золотих форинтів родині Баторі й остаточно повернули замок собі. У другій половині XV століття відбулася реконструкція фортифікацій замку, до якої, за твердженнями деяких істориків, долучився відомий італійський архітектор Арістотель Фіораванті. Тоді ж звели каплицю, в якій поховати себе заповідав король Угорщини Владислав II.
|                                                       |  |  |
| Зображення руїн замку Нялаб XIX — початку XX століття |  |  |

1514 року спалахнуло антикріпосницьке повстання під проводом Дьєрдя Дожі. Повсталі селяни підійшли до замку Нялаб з боку села Теково і готувалися взяти його в облогу. Вони зносили під мури фортеці солому та дерева, підпалили їх, внаслідок чого загорілася замкова брама. Полонений повсталими шляхтич Дьєрдь Вереш зміг утекти з їхнього полону й дістався до Хустського замку, де повідомив жупана Габора Перені про облогу Нялаба. Боячись приходу війська Перені, селяни відійшли від замку.
Деякий час у замку Нялаб зберігалася корона угорського короля Яноша I Запольяї (правив 1526—1541).
На початку XVI століття в замку Бенедикт Ком'яті переклав угорською мовою з латини послання святого Павла. 1533 року в Кракові Катерина Франгепан, удова барона Габора Перені, що загинув у битві при Могачі, профінансувала видання перекладу Ком'яті, що відтак став першою угорськомовною друкованою книжкою. Із замком Нялаб пов'язана частина творчості угорських поетів доби Ренесансу Петера Ілошваї Шеймеша та Балінта Балашші. Зокрема, Ілошваї Шеймеш у Королеві написав поему про угорського національного героя Міклоша Толді, що лягла в основу трилогії Яноша Араня. Після того як барон Ференц Перені у 1556 році вигнав францисканців із замку Канків у Виноградові, його родич Янош прихистив кількох із них у замку Нялаб.
Зі смертю в 1575 році Іштвана Перені замок переходить до його вдови Анни Добо. Після її смерті Нялаб перейшов до її родича Ференца Добо, що був опікуном її дочки Жофії. Наприкінці XVI століття замок Нялаб повернувся до чоловічої лінії родини Перені.
1661 року Королево пограбували кримські татари, однак штурмувати замок не наважилися.
|                                                              |  |
| Руїни замку Нялаб на фотографіях першої половини XX століття |  |

Наприкінці 1660-х — на початку 1670-х років викрито змову проти влади династії Габсбургів в Угорщині, на чолі якої стояв покійний палатин Ференц Вешшелені. До змови були причетні деякі аристократичні роди з Угочі, а також Франгепани — близькі родичі власників замку Перені. Імператор Леопольд I втратив довіру до шляхти Північно-Східної Угорщини, тож розмістив у замку Нялаб залогу на чолі з Конрадом Меєром Бранденбурзьким для контролю над регіоном. З часом до Відня стали надходити скарги на поведінку солдатів залоги. Після цього імператор Леопольд I ухвалив рішення підірвати замок Нялаб, мотивуючи це тим, що фортеця нібито втратила своє стратегічне значення. Барон Габор Перені, власник замку, що не був причетний до змови Вешшелені, намагаючись врятувати замок, послав до імператора угочанського віцежупана Яноша Гартяні. Попри це, 1672 року замок був підірваний. Надалі його не відновлювали.

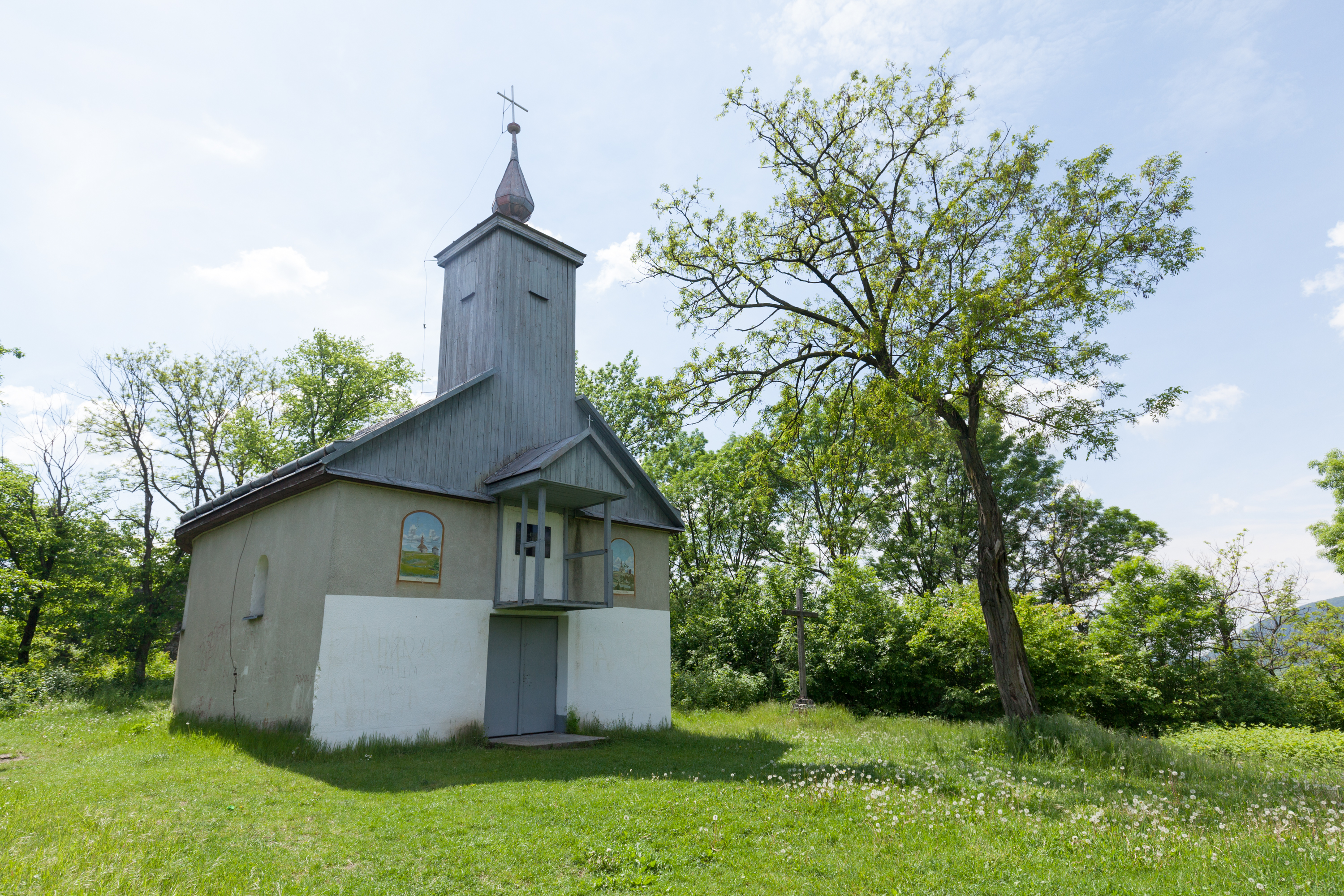
Каплиця замку Нялаб. Сучасний вигляд

Після приходу на Закарпаття радянських військ в 1944 році на замковій горі облаштували радіолокаційну станцію. З метою її функціонування розібрали замкову каплицю. 1993 року каплицю відновили та освятили.
Відповідно до Постанови Ради Міністрів Української РСР № 970 від 24 серпня 1963 року замок належить до списку пам'ятників архітектури, що перебувають під охороною держави.
Археологічні розкопки замку проводилися місцевими археологами-аматорами з другої половини XIX століття. У 1859 та 1881 роках артефакти із замку були надіслані до колекцій Угорського національного музею в Будапешті. У 1980-х роках невеликі розкопки в центральній частині замку провела експедиція з Музею Природи в Києві. На початку 1990-х років розкопки також провела Укрзахідпроектреставрація. Із 2007 року систематичні археологічні розкопки на території замку проводить Ужгородський національний університет.

## Архітектура
Руїни замку розташовані на горі вулканічного походження висотою 52 метри на відстані 300 метрів від річки Тиси. Центральна частина фортеці розмірами 52{\displaystyle \times }47 метрів мала овальну форму. Навколо неї стояли оборонні та господарські споруди. Посередині викопали криницю. Стіни замку мали товщину 2—2,65 метра. З північної сторони в замку були дві вежі. На відстані близько 30 метрів від центральної частини проходила окрема фортифікаційна лінія прямокутної форми розмірами 24{\displaystyle \times }32 метрів. З південно-східної сторони зведено клиноподібний бастіон розмірами 10,15{\displaystyle \times }9,65 метрів. Між ним та центральною частиною замку стояла невелика каплиця.

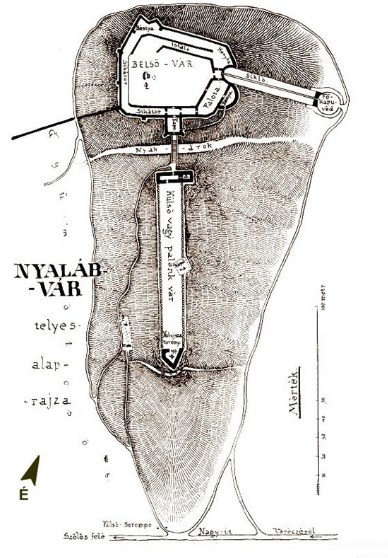
План замку Нялаб авторства Елемера Шоуша[hu]
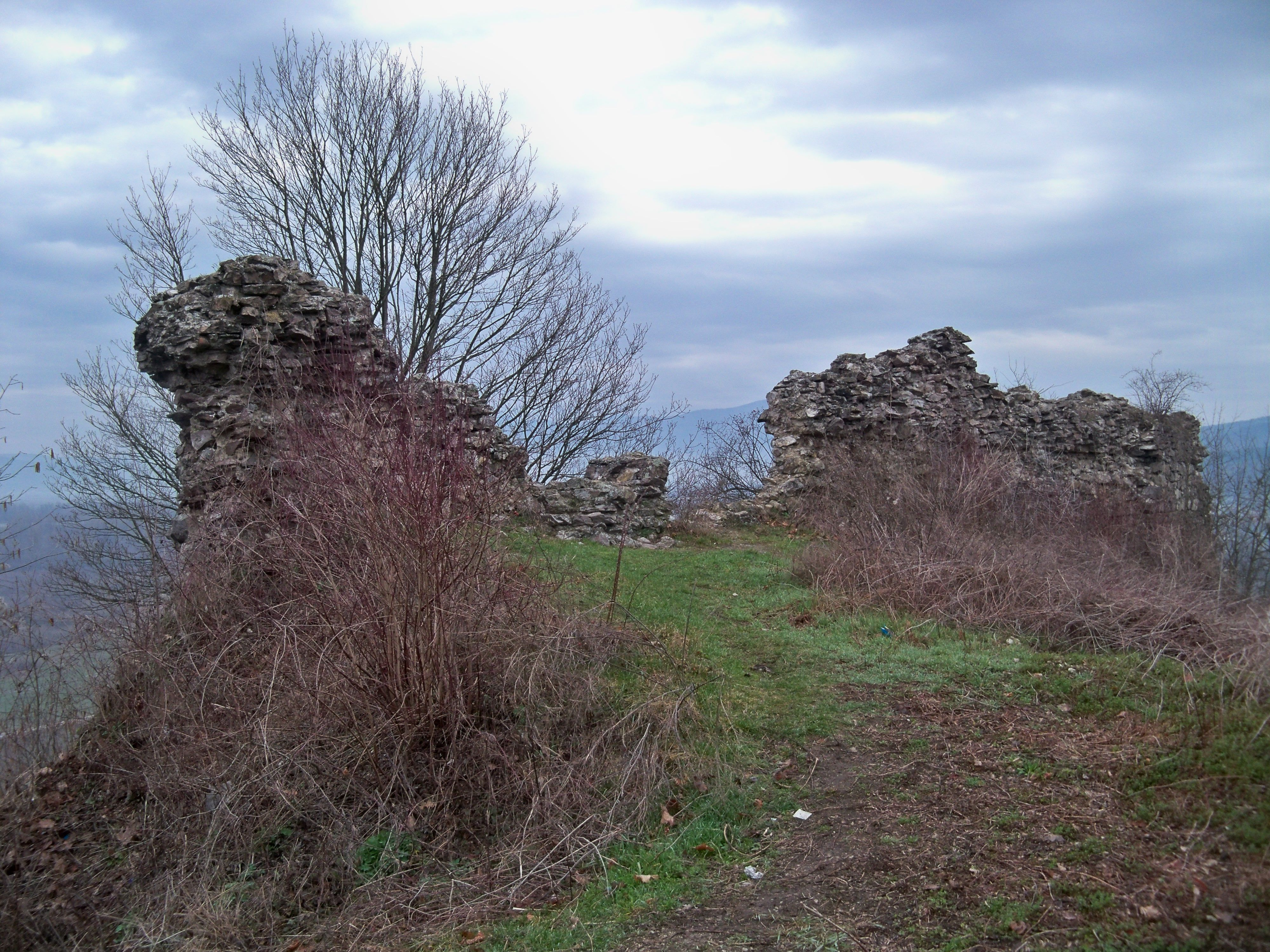
Центральна частина замку
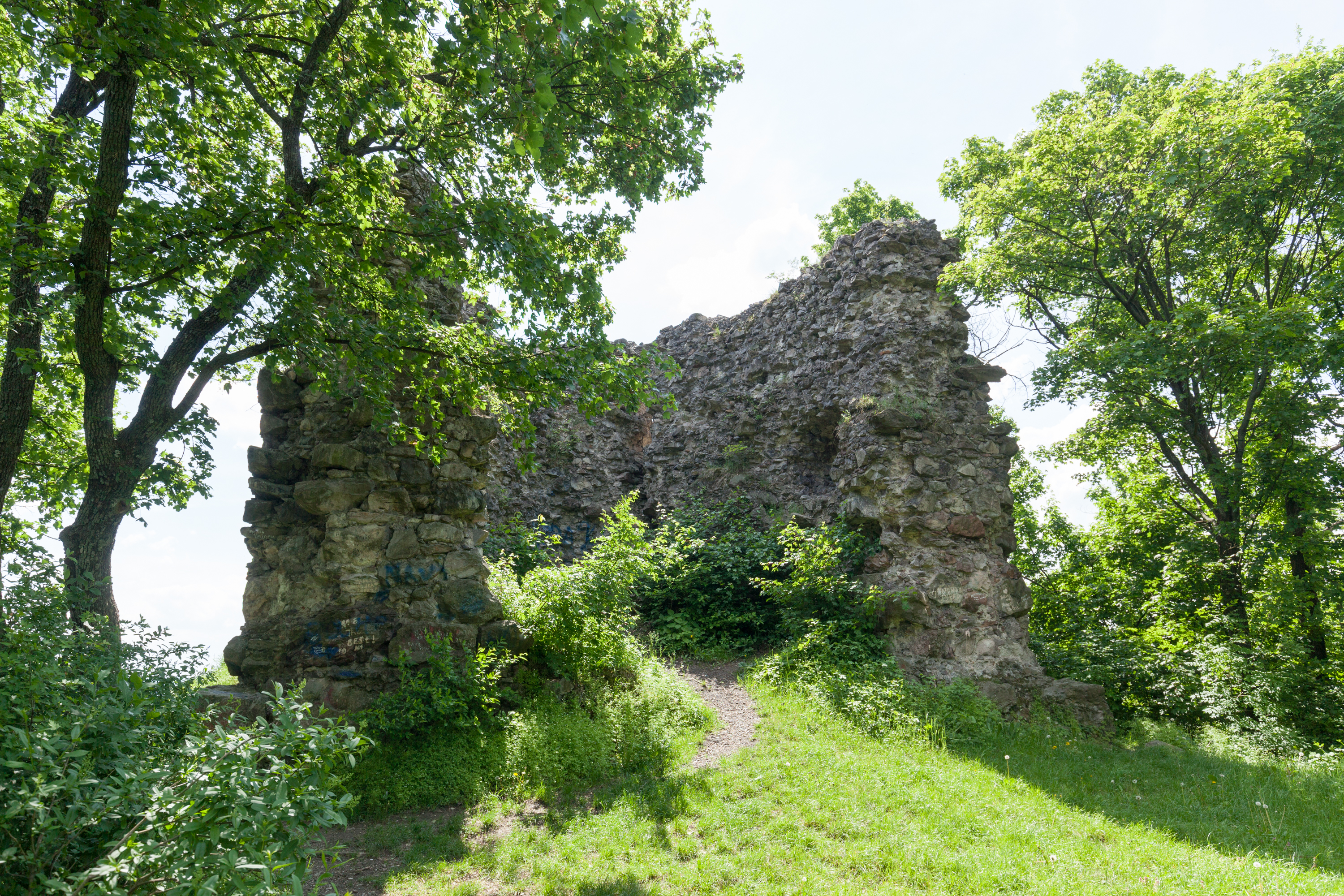
Південний клиноподібний бастіон
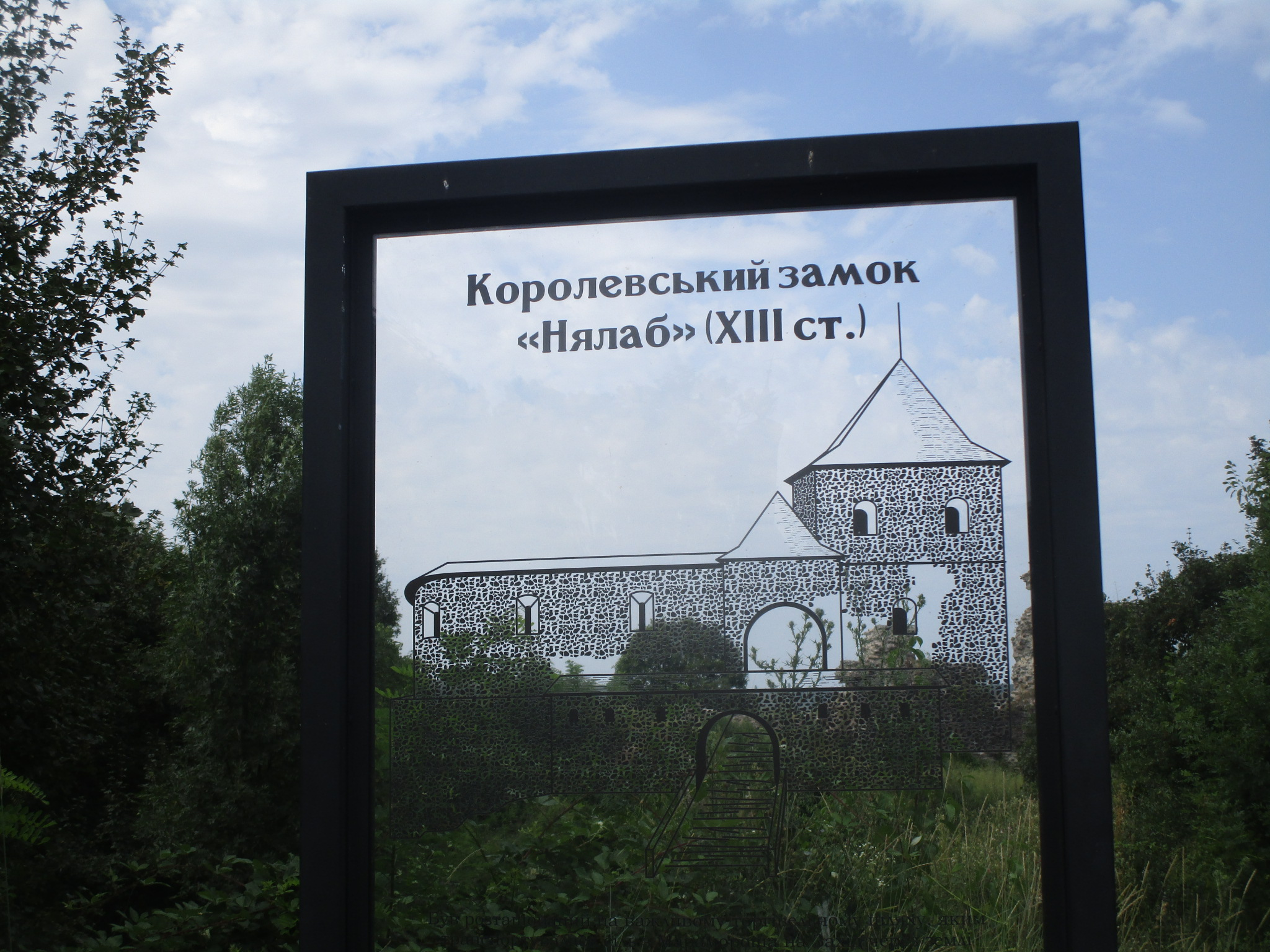
Стенд з первісним виглядом замку
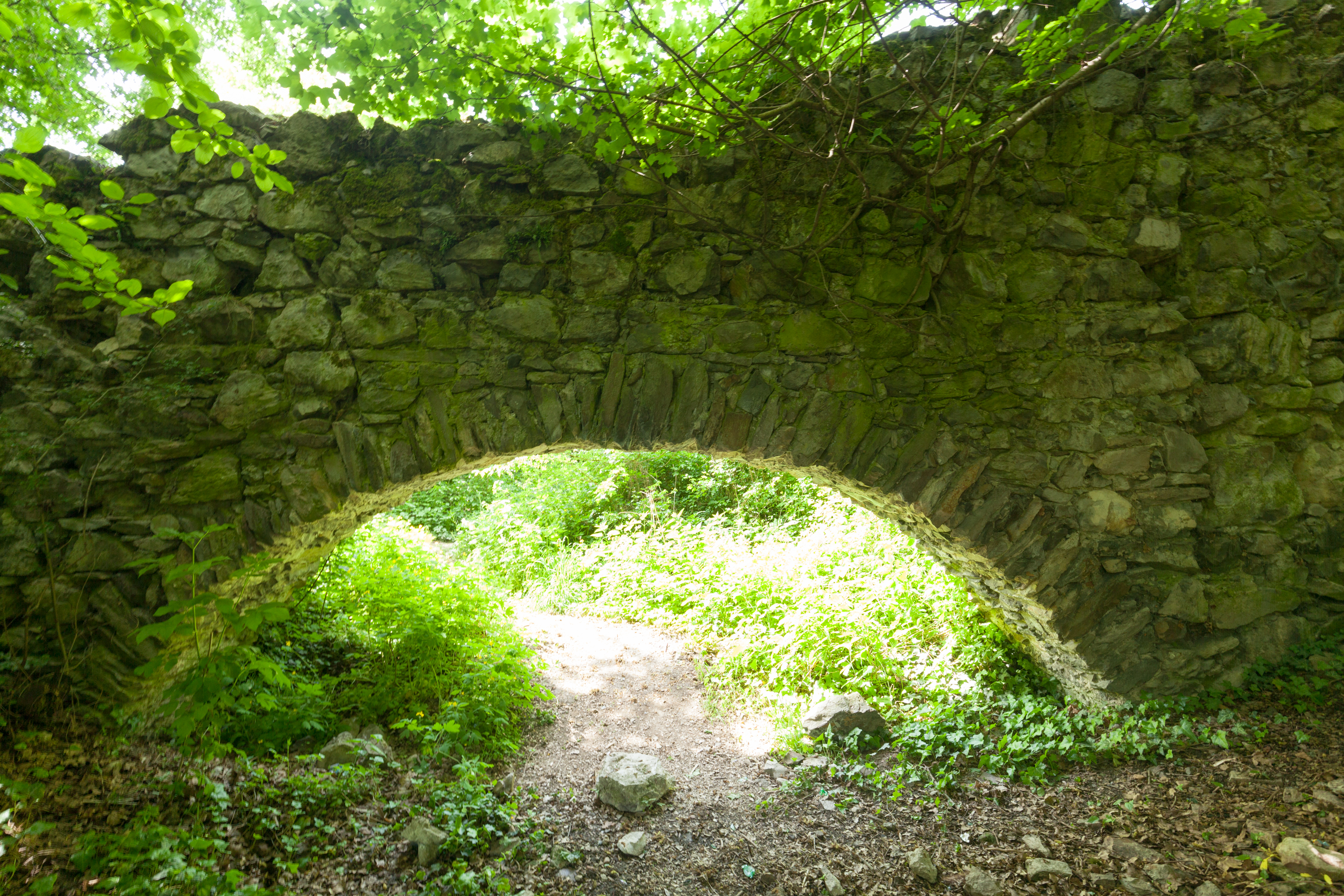
Барбакан
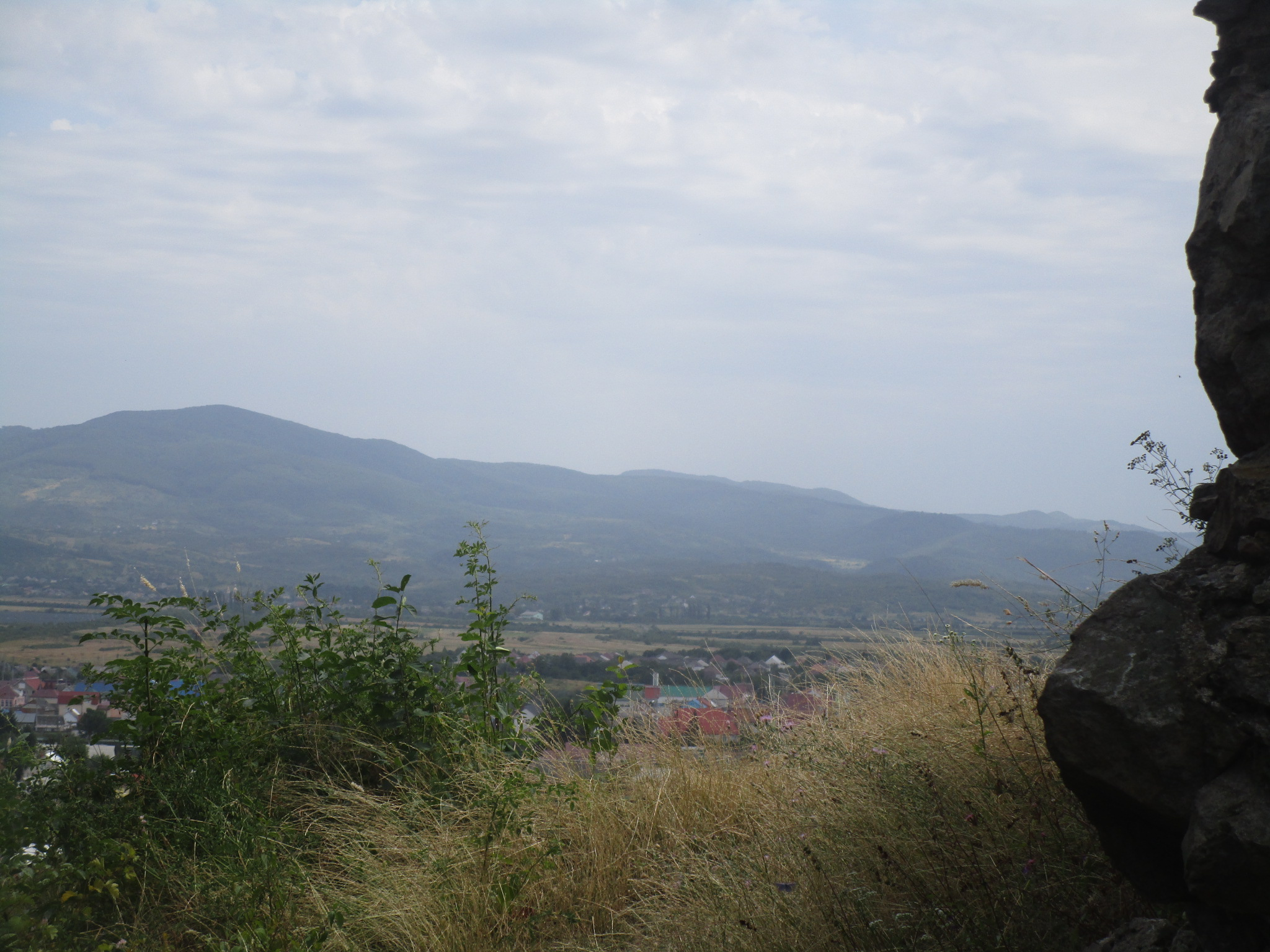
Краєвид із замку
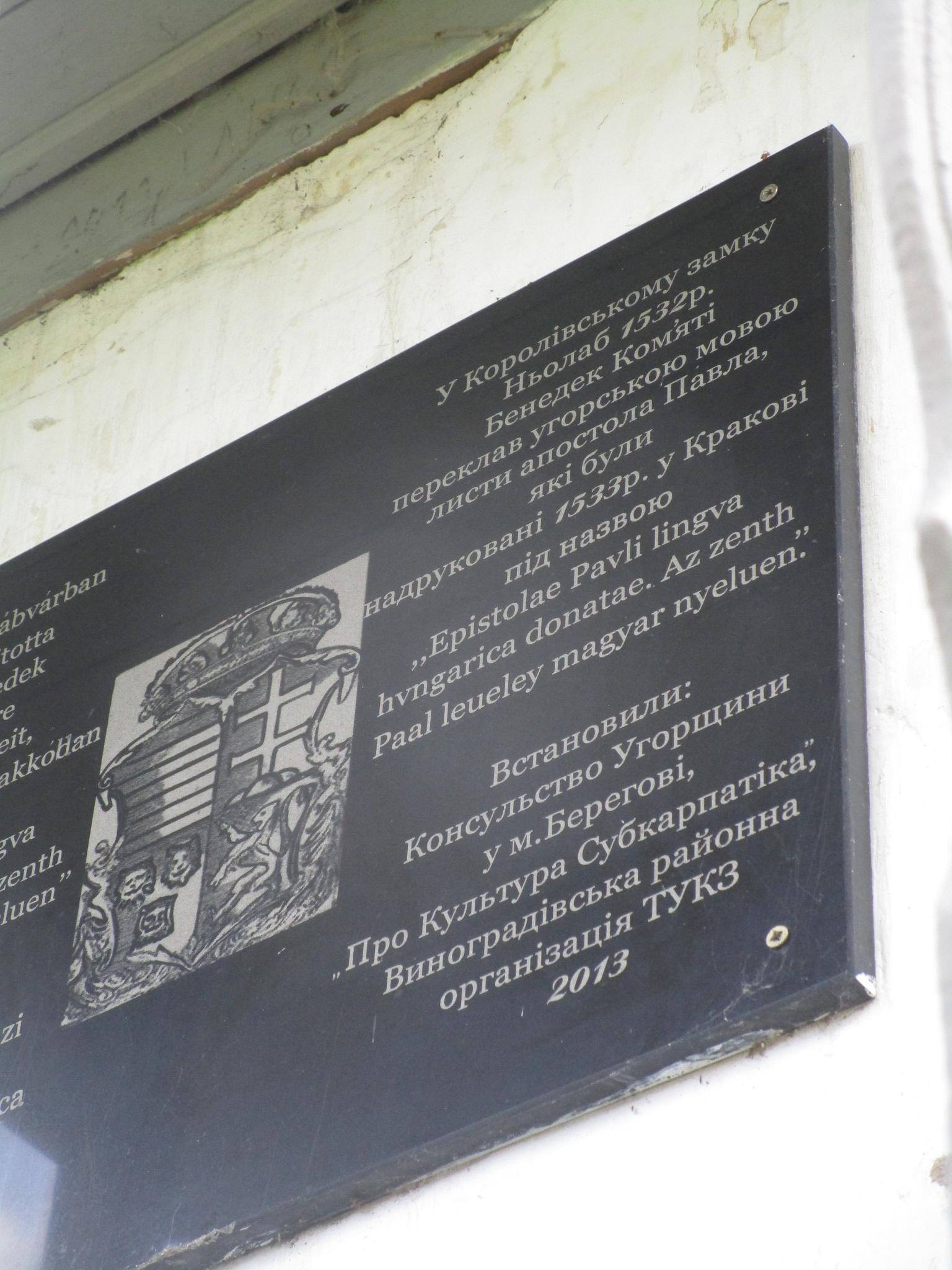
Пам'ятна таблиця на каплиці
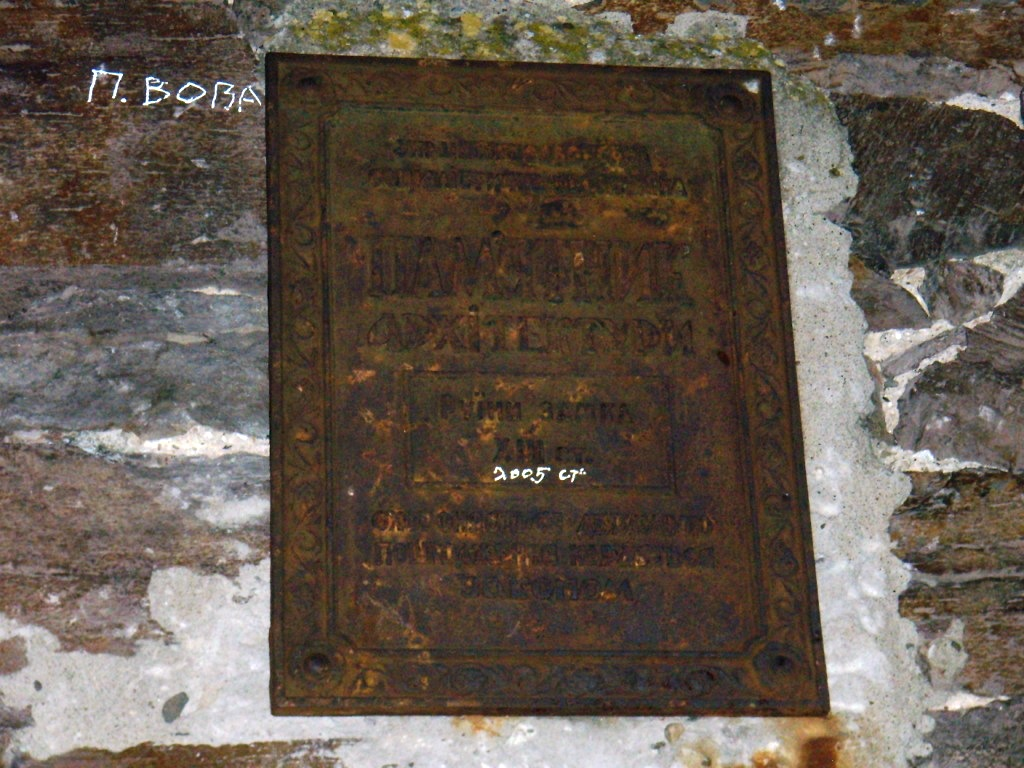
Охоронна таблиця пам'ятки архітектури УРСР